# Sarada
Sarada is een geslacht van hagedissen uit de familie agamen (Agamidae). 

## Naam en indeling
De wetenschappelijke naam van de groep werd voor het eerst voorgesteld door Veerappan Deepak, Varad B. Giri en Kota Praveen Karanth in 2016. Er zijn drie soorten, waarvan er twee pas in 2016 zijn beschreven. De soort Sarada deccanensis behoorde lange tijd tot het geslacht Sitana. 

## Uiterlijke kenmerken
De mannetjes hebben een grote keelwam die ver kan worden uitgestoken. Deze keelwam heeft vaak een opvallende kleur zoals blauw.

## Soorten
Het geslacht omvat de volgende soorten, met de auteur en het verspreidingsgebied.
| Naam               | Auteur                                                           | Verspreidingsgebied |
| ------------------ | ---------------------------------------------------------------- | ------------------- |
| Sarada darwini     | Deepak, Giri, Asif, Dutta, Vyas, Zambre, Bhosale & Karanth, 2016 | India               |
| Sarada deccanensis | Jerdon, 1870                                                     | India               |
| Sarada superba     | Deepak, Giri, Zambre & Bhosale, 2016                             | India               |

Acanthocercus ·
Acanthosaura ·
Agama ·
Amphibolurus ·
Aphaniotis ·
Bronchocela ·
Bufoniceps ·
Calotes ·
Ceratophora ·
Chelosania ·
Chlamydosaurus ·
Complicitus ·
Cophotis ·
Coryphophylax ·
Cristidorsa ·
Cryptagama ·
Ctenophorus ·
Dendragama ·
Diploderma ·
Diporiphora ·
Draco ·
Gonocephalus ·
Gowidon ·
Harpesaurus ·
Hydrosaurus ·
Hypsicalotes ·
Hypsilurus ·
Intellagama ·
Japalura ·
Laudakia ·
Leiolepis ·
Lophocalotes ·
Lophognathus ·
Lophosaurus ·
Lyriocephalus ·
Malayodracon ·
Mantheyus ·
Microauris ·
Moloch ·
Monilesaurus ·
Oriocalotes ·
Otocryptis ·
Paralaudakia ·
Phoxophrys ·
Phrynocephalus ·
Physignathus ·
Pogona ·
Psammophilus ·
Pseudocalotes ·
Pseudocophotis ·
Pseudotrapelus ·
Ptyctolaemus ·
Rankinia ·
Saara ·
Salea ·
Sarada ·
Sitana ·
Stellagama ·
Thaumatorhynchus ·
Trapelus ·
Tropicagama ·
Tympanocryptis ·
Uromastyx ·
Xenagama